# أولاد سيدي مفتاح (سيدي عبد الله)
أولاد سيدي مفتاح هي إحدى مشيخات المملكة المغربية، تتبع جغرافيا لإقليم الرحامنة وإداريًا لسيدي عبد الله. يقدر عدد سكانها بـ 5010 نسمة حسب الإحصاء الرسمي للسكان والسكنى لسنة 2004.